# Premier League 1959 (Ghana)
In 1959 werd het tweede seizoen gespeeld van de Premier League, de hoogste voetbalklasse van Ghana. Asante Kotoko werd kampioen. Er bestond nog geen promotie of degradatie. 

## Eindstand
| № | Club                    | WG | W  | G | V  | DV | DT | +/- | Punten |
| - | ----------------------- | -- | -- | - | -- | -- | -- | --- | ------ |
|   | Asante Kotoko           | 14 | 11 | 0 | 3  | 45 | 19 | +26 | 22     |
| 2 | Cornerstones Kumasi (B) | 14 | 9  | 2 | 3  | 42 | 27 | +15 | 20     |
| 3 | Hearts of Oak           | 14 | 7  | 3 | 4  | 36 | 20 | +16 | 17     |
| 4 | Sekondi Hasaacas        | 14 | 7  | 2 | 5  | 27 | 19 | +8  | 16     |
| 5 | Great Olympics          | 14 | 6  | 3 | 5  | 27 | 23 | +4  | 15     |
| 6 | Venomous Vipers         | 14 | 4  | 2 | 8  | 20 | 40 | –20 | 10     |
| 7 | Mysterious Dwarfs       | 14 | 0  | 6 | 8  | 12 | 38 | –26 | 6      |
| 8 | Eleven Wise FC          | 14 | 2  | 2 | 10 | 18 | 38 | –20 | 6      |

|     | Kampioen     |
| (B) | Bekerwinnaar |

1958 · 1959 · 1960 · 1961/62 · 1962/63 · 1963/64 · 1964/65 · 1966 · 1967 · 1968 · 1969 · 1970 · 1971 · 1972 · 1973 · 1974 · 1975 · 1976 · 1977 · 1978 · 1979 · 1980 · 1981 · 1982 · 1983 · 1984 · 1985 · 1986 · 1987 · 1988/89 · 1989/90 · 1990/91 · 1991/92 · 1992/93 · 1993/94 · 1994/95 · 1995/96 · 1996/97 · 1997/98 · 1999 · 2000 · 2001 · 2002 · 2003 · 2004 · 2005 · 2006/07 · 2007/08 · 2008/09 · 2009/10 · 2010/11 · 2011/12 · 2012/13 · 2013/14 · 2014/15 · 2015/16 · 2016/17 · 2017/18 · 2018/19 · 2019/20 · 2020/21 · 2021/22